# Gran Palazzo (Peterhof)
Il Gran Palazzo (in russo Большой дворец?, Bolʾšoj dvorec) è il palazzo principale della Reggia di Peterhof ed è la struttura più imponente dell'intero complesso. Determinante fu l'aggiunta delle ali laterali, realizzate fra il 1745 ed il 1755, su commissione della zarina Elisabetta (1741-1762) e progettate dall'architetto italiano Bartolomeo Rastrelli.